# 咽喉痛
咽喉痛（sore throat、throat pain，又稱喉嚨痛），是指咽喉出現痛楚的徵狀，最主要的成因是咽喉炎（喉嚨發炎），但可由其他原因引致，例如白喉和傷風感冒。服用非類固醇消炎止痛藥及乙醯氨基酚有助紓緩喉嚨痛 。
通常，出现咽喉疼的原因包括：
- 病毒感染
- A型链球菌感染(GAS)感染
- 咽炎
- 扁桃体发炎，或者缺水导致喉咙干燥

大多数喉咙痛由病毒引起，抗生素對此等狀況不起作用。抗生素的滥用和耐药性之间存在密切关联。
喉咙痛的症状包括：
- 沙哑的感觉
- 吞咽的时候有疼痛感
- 说话时有不适
- 灼烧感
- 颈部肿胀

对于由A型链球菌感染(GAS)感染感染的喉咙疼痛，使用抗生素治疗可以让患者好的更快，减少细菌扩散的风险，预防咽后脓肿和喉炎，并且减少向风湿热和风湿性心脏病之类的并发症，在大多数发展中国家，链球菌感染后引发的疾病已经不那么常见了，因此，推进减少病毒感染情况下的抗生素使用已经成为重点。
大约35%的儿童咽喉疼患者和5%-25%的成年咽喉疼患者都是因为感染了A型链球菌感染。不是由A型链球菌感染造成的咽喉疼通常是由于病毒感染，咽喉疼是人们去咨询他们的初级保健医生的普遍原因和医生们开抗生素的首要原因，在美国，大约1%的患者去诊所是因为咽喉疼。

## 定义
喉咙痛是喉咙任何部位感到疼痛。

## 诊断
最主要的原因（80%）是急性病毒性咽炎，一种咽喉部的病毒性感染，其他原因包括其他细菌感染（比如A型链球菌感染或者链球菌性咽炎）创伤和肿瘤，胃食管反流病会造成胃酸倒流进咽喉并且造成咽喉疼痛，在儿童患者中，35-37%的喉咙痛的原因是由于链球菌性咽炎造成的。
病毒性感染和细菌感染导致的咽喉痛形状很相似，一些临床指南建议在开具抗生素之前先进性喉咙痛原因的诊断，并且只对那些具有高风险非化脓性并发症的儿童开具抗生素。A型链球菌感染可以通过咽喉部细菌培养或者快查诊断，进行咽部培养需要从咽部获取样本并培养与血琼脂板中以确认A型链球菌感染的数量。咽部培养对细菌技术低（高灵敏度）的人群有效，但是，咽喉培养需要48小时才能知晓结果。
临床医生通常建议单独根据病人的症状开具治疗。在美国，大约三分之二的成年人和一半的儿童都通过症状来进行诊断，不需要检测A型链球菌感染的数量来确认是否是细菌感染。
使用快查法来检测A型链球菌感染通常根据有咽拭子的试纸条的颜色变化来判断阳性还是阴性。试纸使用免疫反应检测A型链球菌感染特有的细胞壁糖类物质。诊所中一般提供快查法并且在5-10分钟内就会出结果，大多数快查法的特异性一般在95%，但敏感性在85%。尽管快查法的使用和使用抗生素的数量减少有关，但是仍需要进一步研究，比如安全性和患者何时康复。

## 治疗
喉咙痛或者喉咙发痒可以通过使用四分之一到二分之一茶勺盐溶解在230毫升温水中的8盎司溶液漱口来缓解。
像非甾体抗炎药和对乙酰氨基酚类药物可以帮助缓解疼痛，皮质类固醇的使用似乎可以缓解疼痛，但是需要进行更多的研究以确保治疗的最低效益能超过治疗的风险，抗生素可能可以减少疼痛，缓解头痛，并且可以避免一些咽喉痛的并发症；但是，因为这些疼痛一般影响很小，所以需要权衡使用抗生素来缓解疼痛和造成抗生素滥用的影响。目前尚不清楚，抗生素是否可以预防咽喉疼的复发。
坊间流传着热饮可以帮助缓解包括喉咙痛等普通感冒和流感的症状，但是只有有限的研究支持这个观点。如果咽喉疼与普通感冒无关并且是由扁桃体炎造成的，一杯冷饮可能会有帮助。
还有像含片类的药物可以用来应对咽喉痛。
如果没有积极的治疗，症状通常会持续两天至七天。

## 数据统计
在美国，每年一般有240万人因为咽喉痛而去急诊科。